# Android 1.0
Android 1.0 ist die erste offizielle Version des Android-Betriebssystems und wurde am 23. September 2008 zusammen mit dem ersten Android-Gerät, dem HTC Dream, veröffentlicht. Im Gegensatz zu späteren Versionen gab es für dieses Betriebssystem noch keinen speziellen Codenamen, sie wird jedoch umgangssprachlich als Android Alpha bezeichnet.
Das Betriebssystem konnte bereits mit integrierten Apps aufwarten, wie Gmail, Google Maps, einem Kalender oder YouTube, sowie weitere Apps über den Android Market (einen Vorläufer des Play Stores) beziehen. Das Betriebssystem war ansonsten jedoch recht rudimentär und unterstützte wenig Funktionen die mit späteren Android-Versionen verbunden werden, wie On-Screen-Tasten, Bildschirmtastaturen oder Widgets. Geräte mit Android 1.0 waren dementsprechend notwendigerweise mit physischen Tastaturen ausgestattet. Zu der grundlegenden Ausstattung gehörte bereits eine Kamera sowie WLAN- und Bluetooth-Unterstützung.